# Acrodontis kotshubeji
Acrodontis kotshubeji är en fjärilsart som beskrevs av Leo Andrejewitsch Sheljuzhko 1944. Acrodontis kotshubeji ingår i släktet Acrodontis och familjen mätare. Inga underarter finns listade i Catalogue of Life.